# MG 14/28
MG 14/28 är en personbil, tillverkad av den brittiska biltillverkaren MG mellan 1924 och 1927, den uppdaterade MG 14/40 fortsatte sedan tillverkas till 1929.

## MG 14/28
Morris Garages var återförsäljare av Morris bilar i Oxford. Från tidigt tjugotal hade företagets chef Cecil Kimber erbjudit sina kunder trimmade versioner av Morris ”Bullnose” Oxford med sportigare, öppna karosser av aluminium. Från 1924 såldes dessa vagnar under namnet MG 14/28. Tidiga bilar hade bromsar endast på bakhjulen, men från 1925 infördes fyrhjulsbromsar.
1927 uppdaterades Morris Oxford med bredare karosser och platt kylare. MG-modellen fick samma förändringar.

## MG 14/40

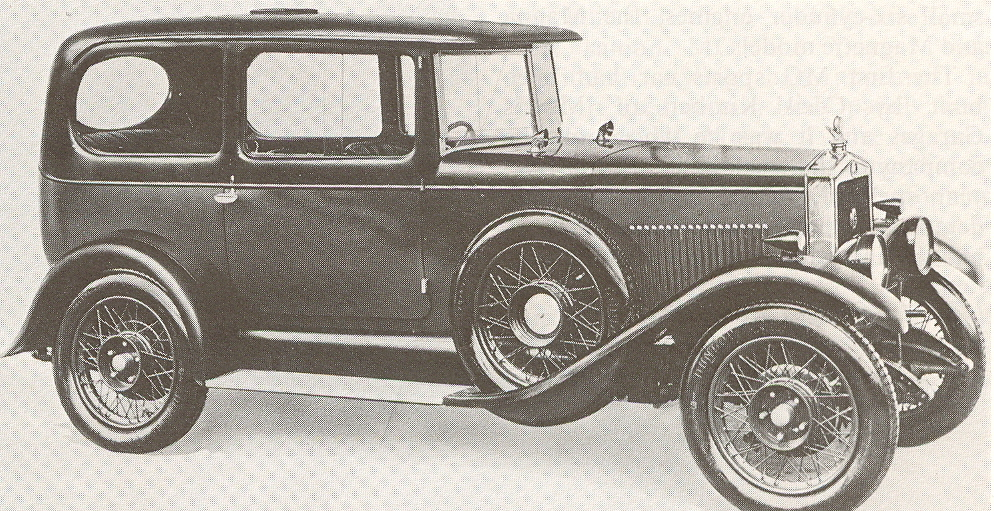
1927 MG 14/40 saloon

Hösten 1927 kom den vidareutvecklade 14/40. Bilen hade kraftigare chassi och starkare motor. 14/40 blev den första modellen som bar MG:s klassiska åttakantiga kylaremblem, där 14/28 fortfarande haft ett Morris Oxford-märke.

## Motor[1]
| Modell | Motor             | Cylindervolym | Effekt | Bränslesystem   |
| ------ | ----------------- | ------------- | ------ | --------------- |
| 14/28  | 4-cyl radmotor sv | 1802 cm³      | 28 hk  | Enkel förgasare |
| 14/40  | 4-cyl radmotor sv | 1802 cm³      | 35 hk  | Enkel förgasare |

## Tillverkning[1]
| Modell | Antal |
| ------ | ----- |
| 14/28  | 395   |
| 14/40  | 845   |